# Süddeutscher Kammerchor
Der Süddeutsche Kammerchor wurde 1973 gegründet. Konzertreisen führten das Vokalensemble bisher durch viele europäische Länder und nach Israel, Kanada und die USA. Für die nächsten Jahre bestehen Einladungen nach Israel und Hongkong.
Neben der Darstellung der großen Oratorien konzentriert sich die Arbeit des Chores auf weniger bekannte Werke aller Epochen aus dem Bereich der A-Cappella-Literatur.
Der Süddeutsche Kammerchor musiziert in verschiedenen Besetzungsgrößen, die den Erfordernissen der jeweiligen Komposition angepasst werden. In seinem Kern besteht der Chor aus jungen professionellen Sängern, die auch solistisch tätig sind; für größer besetzte Werke treten semi-professionelle Chorsänger und -sängerinnen dazu.
Einladungen zu Festivals und Konzerten im In- und Ausland, sowie die Zusammenarbeit mit namhaften Orchestern wie dem Münchener Kammerorchester, Festival Strings Lucerne oder der Jungen Deutschen Philharmonie zeugen von der Qualität des Ensembles. 
Hierzu zählt auch die Arbeit mit renommierten Originalklang-Orchestern wie dem Freiburger Barockorchester, Drottningholms Barockensemble Stockholm oder Concerto Köln.
Mit den deutschen Rundfunkanstalten u. a. Bayerischer Rundfunk und Hessischer Rundfunk besteht eine enge Zusammenarbeit. Regelmäßig werden Einspielungen von ausgesuchten Werken für CDs und Rundfunksendungen produziert.
Der Chor ist Mitglied im Verband Deutscher Konzertchöre.
Der Chor wird von Gerhard Jenemann geleitet, der von 1991 bis 2008 als Dozent für Chor und Chorleitung am Richard-Strauss-Konservatorium München tätig war. Seit der Integration dieses Instituts in die Hochschule für Musik und Theater München gehört Gerhard Jenemann deren Kollegium an und unterrichtet am Leopold-Mozart-Zentrum der Universität Augsburg.

## Diskografie
- Robert Schumann: Der Rose Pilgerfahrt; op. 112; Märchen nach einer Dichtung von Moritz Horn. Carus-Verlag, Stuttgart 2010 (CD)
- Johann Christian Bach: Mailänder Vesperpsalmen. Carus-Verlag, Stuttgart 2010 (CD)